# Premio Monselice
Il Premio Monselice per la traduzione letteraria e scientifica era un premio istituito "per valorizzare l'attività della traduzione come forma particolarmente importante di comunicazione culturale tra i popoli".

## Storia

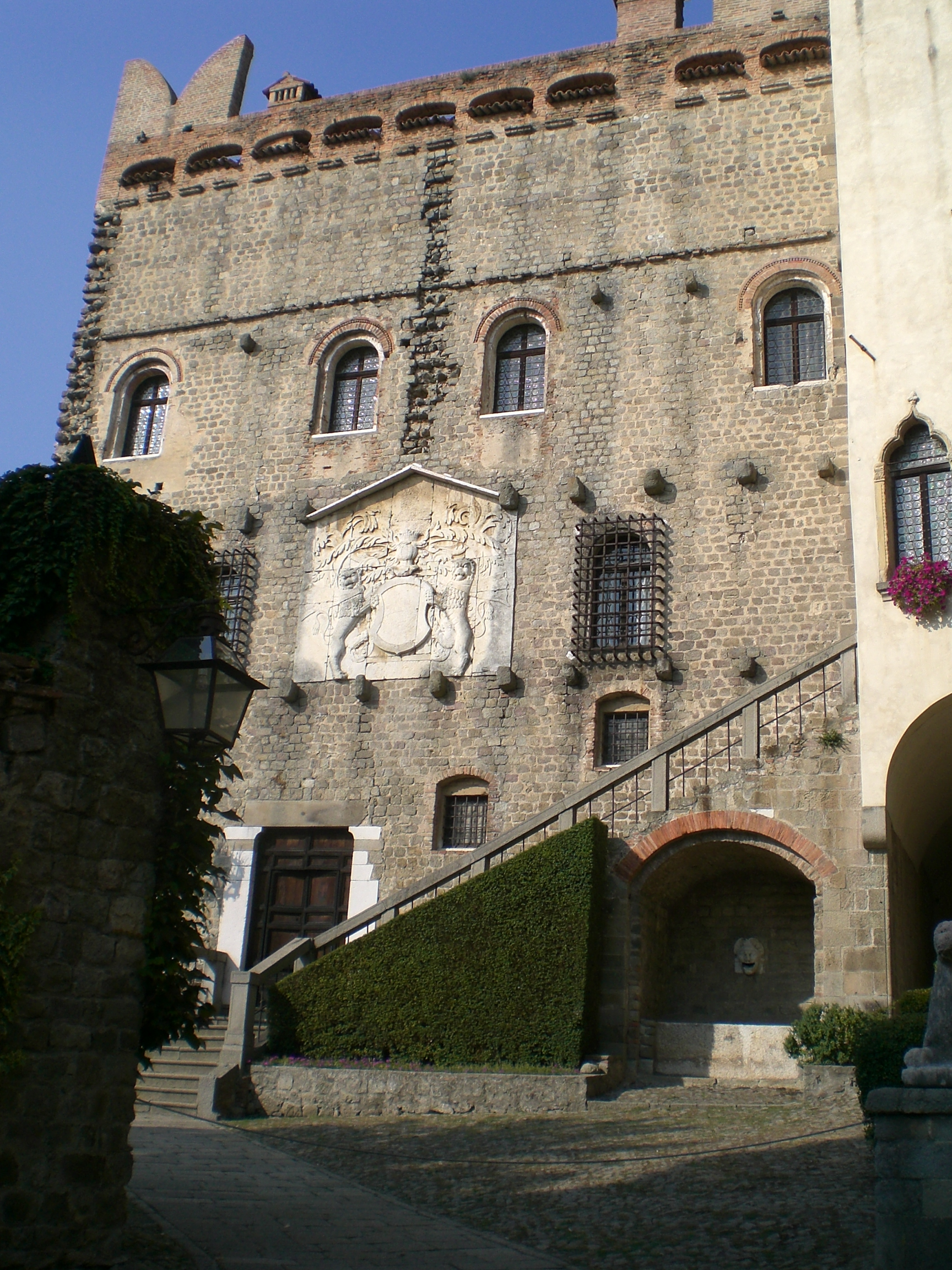
Il castello di Monselice, sede della premiazione.

Nato nel 1971 per iniziativa di Gianfranco Folena, era organizzato ogni anno dal comune di Monselice con la collaborazione dell'Università di Padova. La cerimonia di premiazione avveniva usualmente nel castello di Monselice.
Venivano assegnati due premi principali e tre collaterali:
- Premio "Città di Monselice" per la traduzione letteraria
- Premio "Città di Monselice" per la traduzione scientifica (dal 1980)
- Premio "Leone Traverso" opera prima – destinato ad un giovane traduttore italiano per la sua opera prima, apparsa nell'ultimo biennio (dal 1973)
- Premio Internazionale "Diego Valeri" – dedicato alla traduzione di un'opera della letteratura italiana in una lingua straniera (dal 1979)
- Premio didattico "Vittorio Zambon" – in due versioni, una riservata agli studenti delle scuole medie di Monselice, l'altra agli studenti delle Scuole Superiori della provincia di Padova.

La segreteria del premio si trovava presso la Biblioteca comunale di Monselice.
L'organizzazione del Premio ha cessato la sua operatività nel 2013.

## Premio "Città di Monselice" per la traduzione letteraria
| Ed.     | Anno | Premiato                        | Opera tradotta                                                                                                  | Edizione                                                           |
| ------- | ---- | ------------------------------- | --- | ------------------------------------------------------------------ |
| I       | 1971 | Franco Fortini                  | J. W. Goethe, Faust                                                                                             | Mondadori, Milano 1970                                             |
| II      | 1972 | Filippo Maria Pontani           | G. Seferis, Poesia, Prosa                                                                                       | Club degli Editori, Milano, 1971                                   |
| III     | 1973 | Giorgio Caproni                 | A. Frénaud, Non c'è paradiso J. Genêt, Tutto il teatro                                                          | Rizzoli, Milano, 1971 Il Saggiatore, Milano 1971                   |
| IV      | 1974 | Guido Ceronetti                 | Il libro di Giobbe                                                                                              | Adelphi, Milano 1973                                               |
| V       | 1975 | Fernanda Pivano                 | A. Ginsberg, Diario Indiano A. Ginsberg, Mantra del re di maggio                                                | Arcana, Roma 1973 Mondadori, Milano 1973                           |
| VI      | 1976 | Vittorio Sereni                 | R. Char, Ritorno Sopramonte                                                                                     | Mondadori, Milano 1975                                             |
| VII     | 1977 | Giovanni Giudici                | Sylvia Plath, Lady Lazarus e altre poesie                                                                       | Mondadori, Milano 1976                                             |
| VIII    | 1978 | Emilio Castellani               | Robert Walser, La passeggiata                                                                                   | Adelphi, Milano 1976                                               |
| IX      | 1979 | Giacomo Oreglia                 | G. Edfelt, Dikter                                                                                               | Italica, Roma 1978                                                 |
| X       | 1980 | Adriana Motti                   | K. Blixen, Ehrengard, Id., Racconti d'inverno                                                                   | Adelphi, Milano 1979 - 1980                                        |
| XI      | 1981 | Augusto Frassineti              | F. Rabelais, Gargantua e Pantagruele                                                                            | Sansoni, Firenze 1980                                              |
| XII     | 1982 | Ernesto Braun Mario Carpitella  | K. Kraus, Gli ultimi giorni dell'umanità                                                                        | Adelphi, Milano 1980                                               |
| XIII    | 1983 | Luigi Schenoni                  | J. Joyce, Finnegans Wake                                                                                        | Mondadori, Milano 1982                                             |
| XIV     | 1984 | Giorgio Manganelli              | E.A. Poe, I racconti                                                                                            | Einaudi, Torino, 1983                                              |
| XV      | 1985 | Dianella Selvatico Estense      | G. Perec, La vita, istruzioni per l'uso                                                                         | Rizzoli, Milano 1984                                               |
| XVI     | 1986 | Mary de Rachewiltz              | E. Pound, I cantos                                                                                              | Mondadori, Milano 1985                                             |
| XVII    | 1987 | Giovanna Calasso                | Nēzamī, Leylā e Majnūn                                                                                          | Adelphi, Milano 1985                                               |
| XVIII   | 1988 | Francesco Tentori Montalto      | Poeti ispano-americani del Novecento                                                                            | Bompiani, Milano 1987                                              |
| XIX     | 1989 | Serena Vitale                   | M. Cvetaeva, Dopo la Russia, Id. Il paese dell'anima O. Mandel'Stam , Lettere 1909-1925, Id. Viaggio in Armenia | Milano, Adelphi, 1988 Milano, Adelphi, 1989 Mondadori, Milano 1988 |
| XX      | 1990 | Agostino Richelmy               | G. Flaubert, La tentazione di sant'Antonio                                                                      | Einaudi, Torino 1990                                               |
| XXI     | 1991 | Renata Colorni                  | F. Werfel, Una scrittura femminile azzurro pallido Th. Bernhard, Il nipote di Wittgenstein                      | Adelphi, Milano 1991 Adelphi, Milano 1989                          |
| XXII    | 1992 | Massimo Bacigalupo              | W. Wordsworth, Il preludio                                                                                      | Mondadori, Milano 1990                                             |
| XXIII   | 1993 | Ugo Dotti                       | F. Petrarca, Le senili                                                                                          | Archivio Guido Izzi, Roma 1993                                     |
| XXIV    | 1994 | Nelo Risi                       | Compito di francese e d'altre lingue 1943-1993                                                                  | Guerrini e Associati, Milano 1994                                  |
| XXV     | 1995 | Gilberto Forti                  | Wystan Hugh Auden, La verità, vi prego, sull'amore                                                              | Adelphi, Milano 1995                                               |
| XXVI    | 1996 | Giovanni Cerri                  | Omero, Iliade                                                                                                   | Rizzoli, Milano 1996                                               |
| XXVII   | 1997 | Cesare Garboli                  | Anonimo del XVII secolo, La famosa attrice                                                                      | Adelphi, Milano 1997                                               |
| XXVIII  | 1998 | Alessandro Serpieri             | W. Shakespeare, Il primo Amleto                                                                                 | Marsilio Editori, Venezia 1997                                     |
| XXIX    | 1999 | Giuseppe Bevilacqua             | P. Celan, Poesie                                                                                                | Mondadori, Milano 1998                                             |
| XXX     | 2000 | Anna Maria Carpi                | D. Grünbein, A metà partita                                                                                     | Einaudi, Torino 1999                                               |
| XXXI    | 2001 | Giovanni Bonalumi               | Album inglese. Quaderno di traduzioni (1948-1998)                                                               | Moretti-Vitali, Bergamo 2000                                       |
| XXXII   | 2002 | Michele Ranchetti Jutta Leskien | P. Celan, Sotto il tiro di presagi. Poesie inedite 1948-1969                                                    | Einaudi, Torino 2001                                               |
| XXXIII  | 2003 | Elena Loewenthal                | A. Oz, La scatola nera Sayed Kashua, Arabi danzanti                                                             | Feltrinelli, 2002 Ugo Guanda, Parma 2003                           |
| XXXIV   | 2004 | Silvia Bortoli                  | T. Fontane, Romanzi                                                                                             | Mondadori, Milano 2003                                             |
| XXXV    | 2005 | Monica Centanni                 | Eschilo, Le Tragedie                                                                                            | Mondadori, Milano 2003                                             |
| XXXVI   | 2006 | Ariodante Marianni              | W.B. Yeats, L'opera poetica                                                                                     | Mondadori, Milano 2005                                             |
| XXXVII  | 2007 | Ottavio Fatica                  | R. Kipling, La città della tremenda notte                                                                       | Adelphi, Milano 2007                                               |
| XXXVIII | 2008 | Andrea Molesini                 | Da poeti a poeta: diario di tradurre                                                                            | In forma di parole, Bologna 2008                                   |
| XXXIX   | 2009 | Laura Salmon                    | Opere di Sergej Dovlatov                                                                                        |                                                                    |
| XL      | 2010 | Remo Faccani                    | Osip Mandel'štam, Ottanta poesie                                                                                | Torino, Einaudi 2009                                               |
| XLI     | 2011 | Glauco Felici                   | Javier Marías, Il tuo volto domani 3. veleno e ombra e addio                                                    | Torino, Einaudi 2010                                               |
| XLII    | 2012 | Luca Salvatore                  | Lautréamont, I canti di Maldrodor                                                                               | Milano, Arcipelago, 2012                                           |

## Premio "Città di Monselice" per la traduzione scientifica
| Ed.     | Anno | Premiato                                                                         | Opera tradotta | Edizione |
| ------- | ---- | -------------------------------------------------------------------------------- | --- | --- |
| X       | 1980 | Libero Sosio                                                                     | P.K. Feyerabend, Contro il metodo | Feltrinelli, Milano 1979 |
| XI      | 1981 | Vittorio Emiliani                                                                | R.A. Hinde, Il comportamento degli animali | Edagricole, Bologna 1980 |
| XII     | 1982 | Lucia Cornalba                                                                   | H. Hartmann, Fondamenti della psicoanalisi | Feltrinelli, Milano 1981 |
| XIII    | 1983 | Francesco Carnevale Ines e Vittorio Romano                                       | B. Ramazzini, Le malattie dei lavoratori | La Nuova Italia Scientifica, Roma 1983 |
| XIV     | 1984 | Federico Canobbio-Codelli                                                        | H. Fritsch, Quark: i mattoni del mondo | Boringhieri, Torino 1983 |
| XV      | 1985 | Giorgio Bignami Marina Frontali Luciano Terrenato Valerio Giardini Enrico Alleva | S. Rose, R. Lewontin, L. Kamin, Il gene e la sua mente                                                                                            | Mondadori, Milano 1984 |
| XVI     | 1986 | Alessandro Passi                                                                 | G. de Santillana, H. von Dechend, Il mulino di Amleto                                                                                             | Adelphi, Milano 1983 |
| XVII    | 1987 | Dino Ferreri                                                                     | M. Edelson, Ipotesi e prova in psicoanalisi | Astrolabio, Roma 1986 |
| XVIII   | 1988 | Alfredo Marini                                                                   | W. Dilthey, Per la fondazione delle scienze dello spirito                                                                                         | F. Angeli, Milano 1985 |
| XIX     | 1989 | Marco Guani                                                                      | K. Von Fritz, Le origini della scienza in Grecia                                                                                                  | Il Mulino, Bologna 1988 |
| XX      | 1990 | Luciana Percovich                                                                | N. Mitchinson, Diario di una astronauta | La Tartaruga Blu, Milano 1988 |
| XXI     | 1991 | Giuseppe Longo                                                                   | M. Minsky, La società della mente | Adelphi, Milano 1989 |
| XXII    | 1992 | Maurizio Negri                                                                   | Prospettive cosmiche, a cura di S.K. Biswas [e altri]                                                                                             | Muzzio, Padova 1991 |
| XXIII   | 1993 | Maria Teresa Musacchio                                                           | C. Ponting, Storia verde del mondo | S.E.I., Torino 1992 |
| XXIV    | 1994 | Non assegnato                                                                    | Targa premio "alla carriera" (in memoria del Prof. Giampietro Dalla Barba, da poco scomparso), assegnata a Libero Sosio (già vincitore nel 1980). | Targa premio "alla carriera" (in memoria del Prof. Giampietro Dalla Barba, da poco scomparso), assegnata a Libero Sosio (già vincitore nel 1980). |
| XXV     | 1995 | David Mezzacapa                                                                  | A. Hodges, Storia di un enigma. Vita di Alan Turing                                                                                               | Bollati Boringhieri, Torino 1991 |
| XXVI    | 1996 | Lauro Colasanti                                                                  | D.C. Dennett, Coscienza | Rizzoli, Milano 1993 |
| XXVII   | 1997 | Federico De Alfaro                                                               | J. A. Wheeler, Gravità e spazio | Zanichelli, Bologna 1993). |
| XXVIII  | 1998 | Maria Rosaria Fasanelli                                                          | J. W. McAllister, Bellezza e rivoluzione nella scienza                                                                                            | McGraw-Hill, Milano 1998 |
| XXIX    | 1999 | Maria Gherardelli                                                                | Serge Lang, La bellezza della matematica | Bollati Boringhieri, Torino 1997 |
| XXX     | 2000 | Simonetta Frediani                                                               | D. C. Dennett, L'idea pericolosa di Darwin. L'evoluzione e i significati della vita                                                               | Bollati Boringhieri, Torino 1997 |
| XXXI    | 2001 | Pier Daniele Napolitani                                                          | Martin Rees, Prima dell'inizio. Il nostro universo e gli altri L. Smolin, La vita nel Cosmo                                                       | Raffaello Cortina, Milano 1998 Einaudi, Torino 1998                                                                                               |
| XXXII   | 2002 | Silvio Ferraresi                                                                 | G. M. Edelman e G. Tonioni, Un universo di coscienza. Come la materia diventa immaginazione                                                       | Einaudi, Torino 2000 |
| XXXIII  | 2003 | Maresa Vallone                                                                   | K. Alder, La misura di tutte le cose. L'avventurosa storia dell'invenzione del sistema metrico decimale                                           | Rizzoli, Milano 2002 |
| XXXIV   | 2004 | Alessandro Serra                                                                 | J. Changeux, L'uomo di verità | Feltrinelli, Milano 2002 |
| XXXV    | 2005 | Francesco Nicodemi                                                               | J. D. Barrow – F.J. Tipler, Il principio antropico                                                                                                | Adelphi, Milano 2002 |
| XXXVI   | 2006 | Emilio Diana                                                                     | R. Penrose, La strada che porta alla realtà | Rizzoli, Milano 2005 |
| XXXVII  | 2007 | Stefano Bianchi                                                                  | H. C. Baeyer, Informazione. Il nuovo linguaggio della scienza                                                                                     | Edizioni Dedalo, Bari 2005 |
| XXXVIII | 2008 | Andrea Migliori                                                                  | N. T. Greenspan, La fine di ogni certezza. La vita e la scienza di Max Born                                                                       | Codice Edizioni, Torino 2007 |
| XXXIX   | 2009 | Giorgio Panini                                                                   | Stuart Clark, Il racconto dell'Astronomia moderna                                                                                                 | Saggi Einaudi, Torino 2008 |
| XL      | 2010 | Piero Arlorio                                                                    | John R. NcNeill, Qualcosa di nuovo sotto il sole. Storia dell'ambiente nel XX secolo.                                                             | Einaudi, 2002 |
| XLI     | 2011 | Giorgio Panini                                                                   | Frank Close, Antimateria, | Einaudi, 2010 |
| XLII    | 2012 | Susanna Bourlot                                                                  | Daniel J. Levitin, Fatti di musica. | Codice Edizioni, 2008 |

## Premio "Leone Traverso" opera prima
| Ed.     | Anno | Premiato                                 | Opera tradotta | Edizione                                          |
| ------- | ---- | ---------------------------------------- | --- | ------------------------------------------------- |
| III     | 1973 | Marco Cugno                              | T. Arghezi, Accordi di parole, poesie 1927-1967                                                                         | Einaudi, Torino 1972                              |
| IV      | 1974 | Laura Mancinelli                         | I Nibelunghi | Torino, Einaudi, 1972                             |
| V       | 1975 | Gian Piero Bona                          | A. Rimbaud, Poesie | Torino, Einaudi, 1972                             |
| VI      | 1976 | Carlo Vittorio Cattaneo                  | J. de Sena, Esorcismi E. De Andrade, Ostinato rigore AA.VV., La nuova poesia portoghese                                 | Milano, Accademia, 1974 Roma, Abete, 1975         |
| VII     | 1977 | Silvia Bortoli                           | Alban Berg, Lettere alla moglie                                                                                         | Milano, Feltrinelli, 1976                         |
| VIII    | 1978 | Franca Minuzzo Bacchiega                 | R. Jeffers, Cawdor | Torino, Einaudi, 1977                             |
| IX      | 1979 | Massimo Peri                             | T. Anghelopulos, La recita                                                                                              | Roma, Editori Riuniti 1977                        |
| X       | 1980 | Alessandro Passi                         | Aśvaghoṣa, Le gesta del Buddha                                                                                          | Milano, Adelphi, 1979                             |
| XI      | 1981 | Camillo Negro                            | Vangelo di Pietro secondo Marco                                                                                         | Fossalta di Piave, Rebellato, 1980                |
| XII     | 1982 | Riccardo Zipoli                          | Kay Ka'us ibn Iskandar, Il libro dei consigli                                                                           | Milano, Adelphi, 1981                             |
| XIII    | 1983 | Luciana Bianciardi                       | J. Kennedy Toole, Una congrega di fissati                                                                               | Milano, Rizzoli, 1982                             |
| XIV     | 1984 | Danilo Manera                            | J. Radićkov, I racconti di Čerkazki                                                                                     | Genova, Marietti 1983                             |
| XV      | 1985 | Stefano Manferlotti                      | C. Dickens, Il mistero di Edwin Drood                                                                                   | Napoli, Guida, 1983                               |
| XVI     | 1986 | Guido Davico Bonino                      | P. Corneille, Il Cid | Pordenone, Studio Tesi, 1985                      |
| XVII    | 1987 | Caterina Ricciardi                       | Poesia canadese del Novecento in lingua inglese                                                                         | Napoli, Liguori, 1986                             |
| XVIII   | 1988 | Paolo Collo                              | J.M. Eça de Queirós, Il Mandarino - La Buonanima                                                                        | Torino, Einaudi, 1988                             |
| XIX     | 1989 | Olga Visentini                           | H. Berlioz, Memorie | Pordenone, Studio Tesi, 1989                      |
| XX      | 1990 | Giuliano Pisani                          | Plutarco, Moralia | Biblioteca dell'Immagine Pordenone, 1989          |
| XXI     | 1991 | Maria Teresa Granata                     | Farīd al-Dīn ʿAṭṭār, Il poema celeste                                                                                   | Milano, Rizzoli, 1990                             |
| XXII    | 1992 | Bruna Dell'Agnese                        | E. Barrett Browning, Sonetti dal portoghese                                                                             | Montebelluna, Amadeus, 1991                       |
| XXIII   | 1993 | Fernando Bandini                         | Orazio, Il libro degli epodi                                                                                            | Venezia, Marsilio, 1992                           |
| XXIV    | 1994 | Paola Ranzini                            | C. Goldoni, Memorie | Milano, Mondadori, 1993                           |
| XXV     | 1995 | Sara Barni                               | F. MAYRÖCKER, Viaggio attraverso la notte                                                                               | Palermo, Sellerio 1994                            |
| XXVI    | 1996 | Piero Falchetta                          | G. Perec, La scomparsa                                                                                                  | Napoli, Guida, 1995                               |
| XXVII   | 1997 | Andrea Fassò                             | La canzone di Guglielmo                                                                                                 | Parma, Pratiche Editrice, 1995                    |
| XXVIII  | 1998 | Giampaolo Tonini                         | Poeti brasiliani contemporanei                                                                                          | Centro Internazionale della Grafica Venezia, 1997 |
| XXIX    | 1999 | Andrea Rodighiero                        | Sofocle, Edipo a Colono                                                                                                 | Venezia, Marsilio, 1998                           |
| XXX     | 2000 | Cristina Noacco                          | Chrétien de Troyes, Erec e Enide                                                                                        | Milano-Trento, Luni 1999                          |
| XXXI    | 2001 | Annalisa Comes                           | M. Cvetaeva, Il ragazzo                                                                                                 | Firenze, Le Lettere, 2000                         |
| XXXII   | 2002 | Veronica Orazi                           | Sendebar, Il libro degli inganni delle donne                                                                            | Alessandria, Edizioni dell'Orso, 2001             |
| XXXIII  | 2003 | Elettra Bordino Zorzi Andrea Ceccherelli | A. Farhoud, La felicità scivola tra le dita C. Milosz, Il cagnolino lungo la strada                                     | Roma, Edizioni Sinnos, 2002 Milano, Adelphi 2002  |
| XXXIV   | 2004 | Filippo Maria Pontani                    | Emmanouil Roidis, La papessa Giovanna                                                                                   | Milano, Crocetti Editore, 2003                    |
| XXXV    | 2005 | Sara Sollors                             | L. Frank Baum, Il Mago di Oz                                                                                            | Venezia, Marsilio, 2004                           |
| XXXVI   | 2006 | Laura Naldini Virginaclara Caporali      | F. Pessoa, Le poesie di Ricardo Reis                                                                                    | Firenze-Antella, Passigli Editore, 2005           |
| XXXVII  | 2007 | Francesco Fava                           | O. Paz, Pietra di sole                                                                                                  | Roma, Il Filo 2006                                |
| XXXVIII | 2008 | Jelena Reinhardt                         | Hugo von Hofmannsthal                                                                                                   | Morlacchi, 2007                                   |
| XXXIX   | 2009 | Dan Petraga Zeno Verlato                 | Antologia delle poesie d'amore dei trovatori provenzali                                                                 | Salerno, Diamanti                                 |
| XL      | 2010 | non assegnato                            | Premio speciale Banca di credito cooperativo di Sant'Elena: Alessandro Gallenzi (Alexander Pope, Il ratto del ricciolo) | Adelphi, 2009;                                    |
| XLI     | 2011 | Silvia Rogai                             | Luis Vélez de Guevara, La montanara della Vera                                                                          | Firenze, Alinea 2010                              |
| XLII    | 2012 | Ornella Tajani                           | Jean Cocteau, L'aquila a due teste                                                                                      | Marchese 2011                                     |

## Premio Internazionale "Diego Valeri"
| Ed.     | Anno | Premiato                          | Opera tradotta | Edizione                                       |
| ------- | ---- | --------------------------------- | --- | ---------------------------------------------- |
| IX      | 1979 | Dolf Verspoor                     | Traduzioni in neerlandese di testi del teatro italiano                                                                  |                                                |
| X       | 1980 | Evgenij M. Solonovič              | Traduzioni in lingua russa di Canzoniere di Umberto Saba e Antologia Eugenio Montale                                    | Mosca, 1974 Mosca, 1979                        |
| XI      | 1981 | Margarita Dalmati                 | Traduzione in lingua greca di Mottetti e altre poesie di Eugenio Montale                                                | Atene, Istituto Italiano di Cultura, 1971      |
| XII     | 1982 | Hallina Kralowa                   | Traduzione in lingua polacca di Accoppiamenti giudiziosi e La cognizione del dolore di Carlo Emilio Gadda               | Warszawa, P.I.W. 1974 Warszawa, P.I.W.,1980    |
| XIII    | 1983 | Alice Vollenweider                | Traduzioni in lingua tedesca di Operette morali e Canti di Giacomo Leopardi                                             | Monaco, Winkler, 1978                          |
| XIV     | 1984 | Ingvar Björkeson                  | Traduzione in lingua svedese della Divina Commedia di Dante Alighieri                                                   | Stockholm, Natur och Kultur, 1983              |
| XV      | 1985 | Non assegnato                     | |                                                |
| XVI     | 1986 | J.H. Klinkert-Potters Heinz Riedt | Per la traduzione in neerlandese e in tedesco di Pinocchio di Carlo Collodi                                             |                                                |
| XVII    | 1987 | André Boussy                      | Per la traduzione in francese del teatro di Luigi Pirandello                                                            |                                                |
| XVIII   | 1988 | William Weaver                    | Per le traduzioni in inglese da Primo Levi e Italo Calvino                                                              |                                                |
| XIX     | 1989 | Maria Ragni Gschwend              | Per le traduzioni in tedesco da Italo Svevo                                                                             |                                                |
| XX      | 1990 | Claude Ambroise                   | Traduzione in francese L. Sciascia, 1912 +1 e Portes ouvertes                                                           | Paris, Fayard, 1988 - 1989                     |
| XXI     | 1991 | Jean Michel Gardair               | T. Tasso, La Jérusalem délivrée (Gerusalemme liberata)                                                                  | Paris, Bordas, 1990                            |
| XXII    | 1992 | Non assegnato                     | |                                                |
| XXIII   | 1993 | Ginette Herry                     | Per le traduzioni in francese da Carlo Goldoni                                                                          |                                                |
| XXIV    | 1994 | Joaquín Jordá                     | Traduzioni in lingua spagnola: C. Magris, El Danubio G. Bufalino, Diceria dell'untore G. Manganelli, Agli dei ulteriori | Barcellona, Anagrama 1994 - 1989 - 1985        |
| XXV     | 1995 | José Colaço Barreios              | Traduzione in lingua portoghese de Le città invisibili Italo Calvino (As cidades invisìveis)                            | Lisbona, Editorial Torema, 1990                |
| XXVI    | 1996 | Jean-Noël Schifano                | Traduzione in lingua francese de Il mondo salvato dai ragazzini di Elsa Morante                                         | Paris, Gallimard, 1991                         |
| XXVII   | 1997 | Marian Papahagi                   | Traduzione in lingua rumena di poesie di Eugenio Montale (Poezii)                                                       | Cluj-Napoca, Dacia, 1988                       |
| XXVIII  | 1998 | María de Las Nieves Muñiz         | Traduzione in lingua castigliana dei Canti di Giacomo Leopardi                                                          | Cátedra, Madrid                                |
| XXIX    | 1999 | Gérard Luciani                    | Traduzione in lingua francese de Il principe di Niccolò Machiavelli                                                     | Parigi, Gallimard, 1995                        |
| XXX     | 2000 | J. Gordon Nichols                 | Traduzione in lingua inglese del Canzoniere di Francesco Petrarca                                                       | Manchester, Carcanet, 2000                     |
| XXXI    | 2001 | Michel Orcel                      | Traduzione in lingua francese L. Ariosto, Roland Furieux (Orlando furioso)                                              | Paris, Seuil, 2000                             |
| XXXII   | 2002 | Charles Jerigan Irene Marchegiani | Per la traduzione in lingua inglese dell'Aminta di Torquato Tasso                                                       | New York, Italica Press, 2000                  |
| XXXIII  | 2003 | Faradeh Mahdavi-Damghani          | Per la traduzione in lingua persiana della Divina Commedia di Dante Alighieri                                           | Teheran, Tir, 2000                             |
| XXXIV   | 2004 | Vasco Graça Moura                 | Per la traduzione in lingua portoghese di poesie di Francesco Petrarca (As Rimas de Petrarca)                           | Lisbona, Bertrand editora, 2003                |
| XXXV    | 2005 | José Maria Micó                   | Per la traduzione in lingua spagnola dell'Orlando furioso di Ludovico Ariosto                                           | Madrid, Editorial Espasa, 2005                 |
| XXXVI   | 2006 | Mladen Machiedo                   | Per la traduzione in lingua croata di opere di poeti italiani del Novecento: Zrakasti subjekt (= Soggetto irradiante)   | Zagreb, Ceres, 2003                            |
| XXXVII  | 2007 | María Hernández Esteban           | Traduzione in lingua spagnola del Decameron di Giovanni Boccaccio                                                       | Madrid, Cátedra 2007                           |
| XXXVIII | 2008 | Yond Boeke - Patty Krone          | Traduzione in lingua olandese de I promessi sposi di Alessandro Manzoni                                                 | Amsterdam, Athenaeum, Polak & van Gennep, 2004 |
| XXXIX   | 2009 | Daniela Maximovic                 | Traduzione in lingua serba della Lettera a Cristina di Lorena di Galileo Galilei                                        |                                                |
| XL      | 2010 | Gabriela Lungu                    | Traduzione in lingua rumena de La lunga vita di Marianna Ucrìa di Dacia Maraini                                         | Bucarest, Univers, 2000                        |
| XLI     | 2011 | Barbara Kleiner                   | Traduzione in lingua tedesca de Le confessioni di un italiano di Ippolito Nievo (Bekenntnisse eines Italieners)         | Zurigo, Manesse Verlag, 2005                   |
| XLII    | 2012 | Patricia Orts                     | Traduzione in lingua spagnola di Dios no quiere a los niños e Cuando dios bailaba el tango, di Laura Pariani            | Valencia, Pre-textos                           |